# WTA Elite Trophy 2023 – ženská čtyřhra
Ženská čtyřhra WTA Elite Trophy 2023 probíhala ve druhé polovině října 2023. Do deblové soutěže čuchajského tenisového turnaje nastoupilo šest dvojic na pozvání pořadatelů. Obhájkyně titulu z roku 2019, Ukrajinka Ljudmyla Kičenoková se Slovinkou Andrejou Klepačovou, nestartovaly společně. Klepačová se na závěrečnou událost sezóny nekvalifikovala. Spoluhráčkou šampionky předchozích dvou ročníků Kičenokové se stala Norka Ulrikke Eikeriová, s níž skončila v základní skupině.
Čínská část okruhu byla v letech 2020 a 2021 zrušena kvůli pandemii covidu-19. Ženská tenisová asociace od prosince 2021 do dubna 2023 zároveň bojkotovala čínské turnaje v důsledku kauzy zmizení čínské tenistky Pcheng Šuaj.
Vítězem se stal nejvýše nasazený pár, tvořený Brazilkou Beatriz Haddad Maiovou a Veronikou Kuděrmetovovou, který ve finále zdolal japonsko-indonéské turnajové dvojky Miju Katovou a Aldilu Sutjiadiovou poměrem 6–3 a 6–3. Získaly tak první společnou trofej, když ve třech zápasech neztratily žádný set. Kuděrmetovová na okruhu WTA Tour vybojovala  sedmý deblový titul. Pro Haddad Maiovovou to bylo šesté takové turnajové vítězství. Na WTA Elite Trophy se stala první hráčkou, která ovládla obě soutěže, když triumfovala i v čuchajské dvouhře.

## Nasazení párů
1. Beatriz Haddad Maiová / [p 1]Veronika Kuděrmetovová (vítězky, 55 000 USD/pár)
2. Miju Katová /  Aldila Sutjiadiová (finále, 44 000 USD/pár)
3. Ulrikke Eikeriová /  Ljudmyla Kičenoková (základní skupina, 20 000 USD/pár)
4. Oxana Kalašnikovová / [p 1]Jana Sizikovová (základní skupina, 20 000 USD/pár)
5. Wang Si-jü /  Sü I-fan (základní skupina, 26 000 USD/pár)
6. Ťiang Sin-jü /  Tchang Čchien-chuej (základní skupina, 26 000 USD/pár)

## Soutěž
| Legenda                                                       |                                                                        |                                                   |
| - Q – kvalifikant - WC – divoká karta - LL – šťastný poražený | - Alt – náhradník - SE – zvláštní výjimka - PR/SR – žebříčková ochrana | - w/o – bez boje - r – skreč - d – diskvalifikace |

### Finále
| Finále |                                              |   |   |  |
|        |                                              |   |   |  |
|        |                                              |   |   |  |
| 1      | Beatriz Haddad Maiová Veronika Kuděrmetovová | 6 | 6 |  |
| 2      | Miju Katová Aldila Sutjiadiová               | 3 | 3 |  |

### Liliová skupina
|      |                                              | Haddad Maiová Kuděrmetovová | Kalašnikovová Sizikovová | Ťiang Tchang  | Zápasy | Sety | Hry   | Pořadí |
| 1    | Beatriz Haddad Maiová Veronika Kuděrmetovová |                             | 6–0, 6–3                 | 6–3, 6–3      | 2–0    | 4–0  | 24–9  | 1.     |
| 4    | Oxana Kalašnikovová Jana Sizikovová          | 0–6, 3–6                    |                          | 4–6, 6–7(4–7) | 0–2    | 0–4  | 13–25 | 3.     |
| 6/WC | Ťiang Sin-jü Tchang Čchien-chuej             | 3–6, 3–6                    | 6–4, 7–6(7–4)            |               | 1–1    | 2–2  | 19–22 | 2.     |

### Bugenvileová skupina
|      |                                       | Katová Sutjiadiová    | Eikeriová Kičenoková  | Wang Sü           | Zápasy | Sety | Hry   | Pořadí |
| 2    | Miju Katová Aldila Sutjiadiová        |                       | 6–3, 6–7(5–7), [10–6] | 4–6, 7–5, [12–10] | 2–0    | 4–2  | 25–21 | 1.     |
| 3    | Ulrikke Eikeriová Ljudmyla Kičenoková | 3–6, 7–6(7–5), [6–10] |                       | 3–6, 2–6          | 0–2    | 1–4  | 15–25 | 3.     |
| 5/WC | Wang Si-jü Sü I-fan                   | 6–4, 5–7, [10–12]     | 6–3, 6–2              |                   | 1–1    | 3–2  | 23–17 | 2.     |